# Żyć własnym życiem
Żyć własnym życiem (fr. Vivre sa vie) – francuski dramat psychologiczny z 1962 roku w reżyserii Jeana-Luca Godarda. Zdjęcia kręcono w Paryżu. 
Bohaterką filmu jest Nana (Anna Karina), żyjąca z dnia na dzień dziewczyna, która próbuje zarobić na życie prostytucją. Film zdobył Nagrodę Specjalną Jury na 23. MFF w Wenecji.